# レナ・ライス
レナ・ライス（Lena Rice, 1866年6月21日 - 1907年6月21日）は、アイルランド・ティペラリー県ニューイン出身の女子テニス選手。フルネームは Helena Bertha Grace Rice （ヘレナ・バーサ・グレース・ライス）というが、「レナ・ライス」の名前で最もよく知られている。アイルランドの女子テニス選手として最初のウィンブルドン選手権出場者になり、1890年に第7回大会の女子シングルス優勝者となったが、結核のため41歳の誕生日に早逝した。

## 来歴
レナ・ライスは8人兄弟の7番目の子供として生まれたが、わずか2歳の時に父親を亡くした。レナは姉妹の1人と一緒に家でテニスを覚え、近くのローン・テニスクラブにも一緒に通った。1889年5月、「アイルランド選手権」が首都のダブリンで開かれ、ライスは女子シングルス準決勝でブランチ・ビングリー・ヒルヤードに敗れたが、女子ダブルスではヒルヤードと組んで準優勝し、混合ダブルスではウィロビー・ハミルトンと組んで優勝した。その翌月、ライスはアイルランドの女子テニス選手として初めてウィンブルドン選手権に出場し、「チャレンジ・ラウンド」（Challenge Round, 挑戦者決定戦）の決勝で再びブランチ・ビングリー・ヒルヤードと顔を合わせた。第1セットをライスが 6-4 で先取し、第2セットをヒルヤードが 8-6 で奪い返して1セット・オールになった後、第3セットでライスがゲームカウント 4-3 から「40-30」まで試合を優位に進めていたが、ここからヒルヤードが挽回して最終セットを 6-4 と逆転した。当時はチャレンジ・ラウンドの勝者と大会前年優勝者による「オールカマーズ・ファイナル」（All-Comers Final）方式を採用していたが、1888年度の優勝者ロッティ・ドッドが大会に出場しなかったため、1889年のオールカマーズ・ファイナルは行われず、チャレンジ・ラウンド勝者のビングリー・ヒルヤードが大会優勝者となった。そのため、レナ・ライスは初出場のウィンブルドンでは準優勝者になる。
1890年のウィンブルドン選手権では、女子前年優勝者のブランチ・ビングリー・ヒルヤードは妊娠のため大会に出場しなかった。そのため、前年と同じく「チャレンジ・ラウンド」の勝者がそのまま大会優勝者となる。1890年の女子チャレンジ・ラウンドにエントリーした選手は、ライスを含めてわずか4人だけだった。最初の試合に勝った後、ライスはチャレンジ・ラウンドの決勝でメイ・ジャックスに 6-4, 6-1 で勝ち、アイルランドの女子テニス選手として最初のウィンブルドン優勝者になった。同じアイルランドの女子テニス選手では、マーベル・カーヒルが全米選手権で1891年・1892年に2連覇を達成したが、ライスはウィンブルドン選手権で唯一の女子シングルス優勝者となった。しかし、家族を切り盛りしていた母親が1891年に病死したこともあり、ライスはウィンブルドンに2度しか出場できずに終わった。
生涯独身だったレナ・ライスは、1907年6月21日に結核で死去した。41歳の誕生日にこの世を去った「アイルランド女性唯一のウィンブルドン優勝者」は、自宅近くの墓地で両親の傍らに埋葬された。